# Vägen (nomineringsgrupp)
För fler betydelser, se Vägen.
Vägen är en nomineringsgrupp i valet till Svenska kyrkans beslutande organ. 
Vägen vill bland annat verka för ökad undervisning i kristen tro, ett aktivt jämställdhetsarbete, ett teologiskt förankrat miljöarbete, samt att Svenska kyrkan blir en stark aktör i samhällets välfärdsfrågor.
I 2017 års kyrkoval blev resultatet följande:
- Ljungby pastorats kyrkofullmäktige, 5 mandat
- Växjö pastorats kyrkofullmäktige, 1 mandat

Vägen har tagit sitt namn från det bibelord där Jesus kallar sig ”vägen, sanningen och livet”. De första kristna i urkyrkan kallades också ”de som tillhör vägen”. Vägen har sin egen logotyp .
Gruppen bildades hösten 2012, som frukten av en serie samtal mellan dittillsvarande representanter ur Moderaterna och FiSK (Folkpartister i Svenska kyrkan; som sedermera namnändrats till Fria liberaler i Svenska kyrkan) i Växjö stiftsfullmäktige, vilka uppfattat de partipolitiska anknytningarna som en belastning. Vägen kandiderade för första gången i 2013 års kyrkoval. Nomineringsgruppen betraktar sig som obunden i förhållande till parti- och blockpolitik. Ett antal av Vägens invalda ledamöter i olika beslutande församlingarna har däremot, eller har haft, partipolitiska engagemang.
Nomineringsgruppens juridiska person är Vägen i Svenska kyrkan, ideell förening.